# کیتا بالده

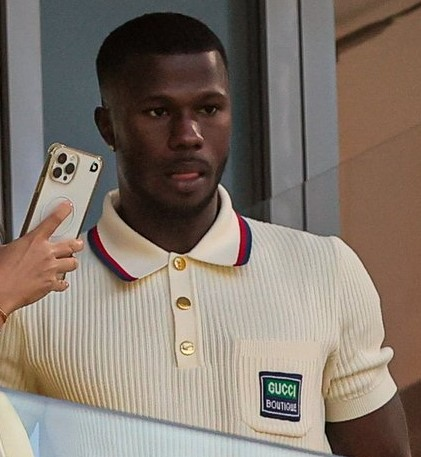
کیتا بالده در سال ۲۰۲۲

کیتا بالده دیائو (فرانسوی: Keita Baldé Diao‎؛ زادهٔ ۸ مارس ۱۹۹۵) که عموماً با نام کیتا شناخته می‌شود، بازیکن فوتبال زاده اسپانیا با اصلیت سنگالی است که به عنوان مهاجم برای تیم ملی فوتبال سنگال و تیم اسپارتاک مسکو بازی می‌کند.